# Mydaea nigribasicosta
Mydaea nigribasicosta är en tvåvingeart som beskrevs av Xue och Feng 1996. Mydaea nigribasicosta ingår i släktet Mydaea och familjen husflugor. Inga underarter finns listade i Catalogue of Life.